# Elezioni primarie del Partito Democratico del 2017 (Italia)
Le elezioni primarie del Partito Democratico del 2017 si sono svolte domenica 30 aprile 2017, per individuare il segretario nazionale e i membri dell'assemblea nazionale del Partito Democratico.
La consultazione ha seguito di circa tre anni e mezzo (anziché quattro anni) le elezioni primarie del 2013, che avevano eletto Matteo Renzi alla segreteria del partito, a causa delle dimissioni anticipate dello stesso Renzi.
Con il 69,17% dei voti, la consultazione è stata vinta da Matteo Renzi.

## Storia

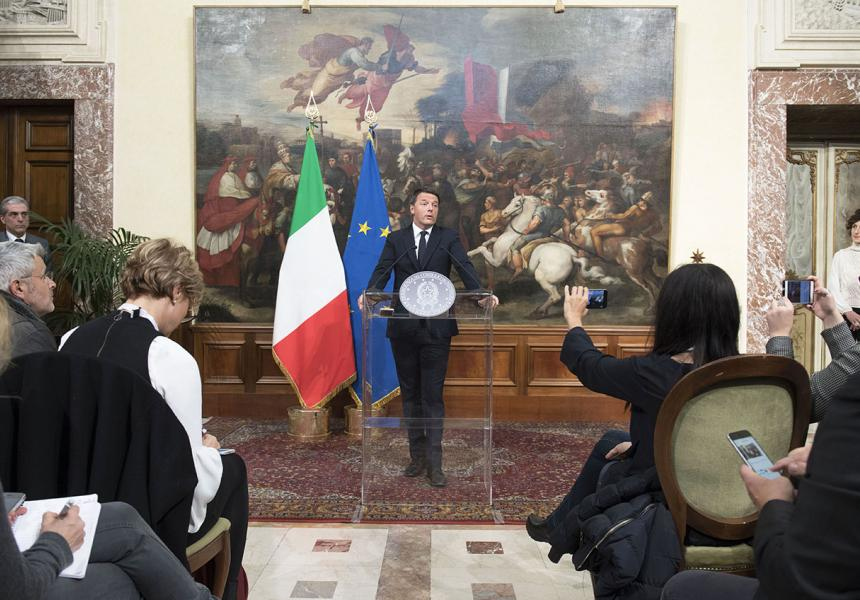
Matteo Renzi annuncia le dimissioni da Presidente del Consiglio dopo il referendum del 4 dicembre 2016

Tre giorni dopo la vittoria del No al referendum costituzionale del 4 dicembre 2016, il segretario del PD Matteo Renzi si dimette da Presidente del Consiglio, venendo sostituito da Paolo Gentiloni. Dopo la sconfitta al referendum, importanti membri della minoranza del partito, come il Presidente della Toscana Enrico Rossi e l'ex capogruppo alla Camera dei deputati Roberto Speranza, annunciano la propria intenzione di candidarsi alla segreteria del partito. Dopo poche settimane anche il Presidente della Puglia Michele Emiliano annuncia la stessa intenzione.
Il 28 gennaio 2017 Massimo D'Alema, ex Presidente del Consiglio e tra i principali oppositori di Renzi all'interno del PD, lancia un nuovo movimento politico per opporsi alle politiche di Renzi e chiede un congresso di partito minacciando una scissione nel caso in cui Renzi non avesse accettato la richiesta. Nel febbraio 2017, Renzi annuncia l'intenzione di dimettersi da segretario, convocando il congresso e le elezioni primarie in primavera ed esprimendo l'intenzione di ricandidarsi Tuttavia molti membri della minoranza (i candidati Emiliano, Rossi e Speranza ma anche gli ex segretari Pier Luigi Bersani e Guglielmo Epifani) chiedono di convocare un congresso per l'autunno in modo tale da dare la possibilità agli sfidanti di avere più tempo per la campagna elettorale e arrivano a dichiarare di essere pronti a lasciare il partito se il congresso fosse stato convocato in tempi troppo stretti. Durante l'assemblea nazionale del 19 febbraio, Renzi si dimette ufficialmente da segretario del partito, facendo partire l'iter per il congresso. Lo stesso giorno Rossi e Speranza così come Bersani, D'Alema e circa 40 parlamentari dichiarano la propria uscita dal partito dopo la decisione di Renzi per fondare Articolo 1 - Movimento Democratico e Progressista, gruppo parlamentare di orientamento socialdemocratico. Il 21 febbraio Michele Emiliano dichiara invece la sua decisione di non uscire dal partito e di sfidare Renzi nelle primarie per la segreteria. Il 23 febbraio annuncia la propria candidatura anche il ministro della giustizia Andrea Orlando, che riceve il supporto di membri di spicco dell'ala più progressista del partito come Cesare Damiano e Gianni Cuperlo. Carlotta Salerno, segretario cittadino dei Moderati a Torino, aveva inizialmente espresso la volontà di candidarsi, salvo poi non presentare le firme necessarie alla candidatura. Il 3 marzo Renzi annuncia la sua candidatura in ticket con il Ministro delle Politiche Agricole, Maurizio Martina. Il 10 marzo al Lingotto di Torino parte la campagna elettorale di Renzi e Martina.

Lo slogan delle primarie

Il 24 febbraio 2017 la commissione nazionale decide di fissare la data delle primarie il 30 aprile.
A inizio aprile sono stati diffusi i risultati delle votazioni di circolo, in cui ha ampiamente prevalso l'ex segretario Renzi; tuttavia, entrambi gli sfidanti Orlando ed Emiliano hanno fortemente contestato i dati ufficiali relativi all'affluenza (di poco inferiori al 70%).
Il 9 aprile la convenzione nazionale del PD certifica ufficialmente che Renzi, Orlando ed Emiliano hanno superato il 5% di voti necessario per accedere alle primarie aperte del 30 aprile, mentre il 13 aprile la commissione congresso del partito ha escluso Michele Emiliano dalle schede delle primarie nelle regioni Lombardia e Liguria; i sostenitori del candidato pugliese hanno preannunciato ricorso contro la decisione. Il 19 aprile la commissione nazionale, rigettando il ricorso, ha comunque ammesso Emiliano in cinque collegi lombardi e in quello savonese.
Il 30 aprile Renzi si impone col 69,17% ma, rispetto alla precedente tornata, le primarie dem hanno registrato una flessione di quasi un milione di votanti (in totale 1.838.938 voti di cui 1.817.412 voti validi).

## Candidati
| Foto | Nome | Nome             | Cariche | logo |
| ---- | ---- | ---------------- | --- | ---- |
|      |      | Matteo Renzi     | - Presidente del Consiglio dei ministri (2014-2016) - Segretario del Partito Democratico (2013-2017) - Sindaco di Firenze (2009-2014) - Presidente della provincia di Firenze (2004-2009) |      |
|      |      | Andrea Orlando   | - Ministro della giustizia (2014-2018) - Ministro dell'ambiente e della tutela del territorio e del mare (2013-2014)                                                                      |      |
|      |      | Michele Emiliano | - Presidente della Regione Puglia (dal 2015) - Assessore alla Legalità e polizia locale di San Severo (2014-2015) - Sindaco di Bari (2004-2014)                                           |      |

## Sondaggi

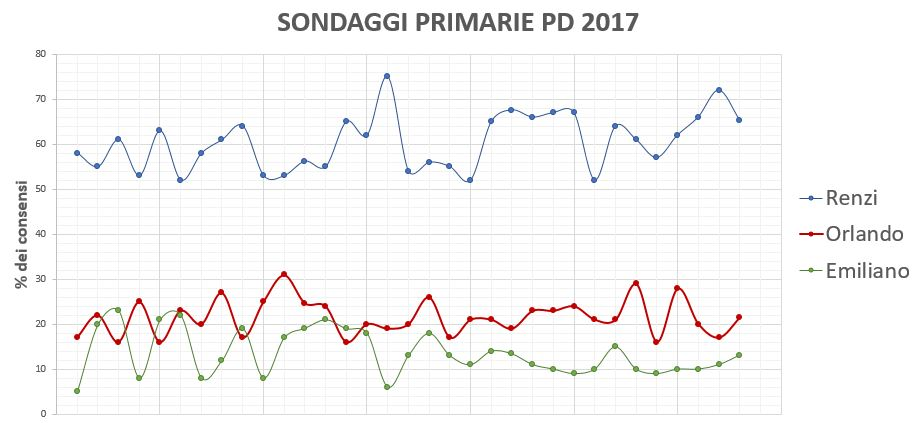
Matteo Renzi
Andrea Orlando
Michele Emiliano

Matteo Renzi
     Andrea Orlando
     Michele Emiliano
| Data         | Istituto                                                                | Renzi                                                                   | Orlando                                                                     | Emiliano                                                                    | Altri                                                                       | Vantaggio                                                                   |                                                                             |                                                                             |
| Data         | Istituto                                                                | 26 Apr                                                                  | I tre candidati partecipano al dibattito televisivo organizzato da Sky TG24 | I tre candidati partecipano al dibattito televisivo organizzato da Sky TG24 | I tre candidati partecipano al dibattito televisivo organizzato da Sky TG24 | I tre candidati partecipano al dibattito televisivo organizzato da Sky TG24 | I tre candidati partecipano al dibattito televisivo organizzato da Sky TG24 | I tre candidati partecipano al dibattito televisivo organizzato da Sky TG24 |
| ------------ | ----------------------------------------------------------------------- | ----------------------------------------------------------------------- | --------------------------------------------------------------------------- | --------------------------------------------------------------------------- | --------------------------------------------------------------------------- | --------------------------------------------------------------------------- | --------------------------------------------------------------------------- | --------------------------------------------------------------------------- |
| 21–23 Apr    | EMG                                                                     | 65.4%                                                                   | 21.5%                                                                       | 13.1%                                                                       | N.D.                                                                        | 43.9%                                                                       |                                                                             |                                                                             |
| 20–21 Apr    | Winpoll                                                                 | 72.0%                                                                   | 17.0%                                                                       | 11.0%                                                                       | N.D.                                                                        | 55.0%                                                                       |                                                                             |                                                                             |
| 20 Apr       | Piepoli                                                                 | 65.0–67.0%                                                              | 20.0%                                                                       | 10.0%                                                                       | 3.0–5.0%                                                                    | 45.0–47.0%                                                                  |                                                                             |                                                                             |
| 17 Apr       | Index Archiviato il 22 aprile 2017 in Internet Archive.                 | 62.0%                                                                   | 28.0%                                                                       | 10.0%                                                                       | N.D.                                                                        | 34.0%                                                                       |                                                                             |                                                                             |
| 14 Apr       | Ixè Archiviato il 22 aprile 2017 in Internet Archive.                   | 57.0%                                                                   | 9.0%                                                                        | 16.0%                                                                       | N.D.                                                                        | 41.0%                                                                       |                                                                             |                                                                             |
| 12 Apr       | Index                                                                   | 61.0%                                                                   | 29.0%                                                                       | 10.0%                                                                       | N.D.                                                                        | 32.0%                                                                       |                                                                             |                                                                             |
| 9 Apr        | La Convenzione nazionale conferma ufficialmente i risultati dei circoli | La Convenzione nazionale conferma ufficialmente i risultati dei circoli | La Convenzione nazionale conferma ufficialmente i risultati dei circoli     | La Convenzione nazionale conferma ufficialmente i risultati dei circoli     | La Convenzione nazionale conferma ufficialmente i risultati dei circoli     | La Convenzione nazionale conferma ufficialmente i risultati dei circoli     |                                                                             |                                                                             |
| 6 Apr        | SWG                                                                     | 62.0–66.0%                                                              | 19.0–23.0%                                                                  | 13.0–17.0%                                                                  | N.D.                                                                        | 43.0%                                                                       |                                                                             |                                                                             |
| 5 Apr        | Ixè Archiviato il 14 aprile 2017 in Internet Archive.                   | 52.0%                                                                   | 21.0%                                                                       | 10.0%                                                                       | 8.0%                                                                        | 31.0%                                                                       |                                                                             |                                                                             |
| 4–5 Apr      | Ipsos                                                                   | 67.0%                                                                   | 24.0%                                                                       | 9.0%                                                                        | N.D.                                                                        | 43.0%                                                                       |                                                                             |                                                                             |
| 3 Apr        | Piepoli Archiviato il 10 aprile 2017 in Internet Archive.               | 67.0%                                                                   | 23.0%                                                                       | 10.0%                                                                       | N.D.                                                                        | 44.0%                                                                       |                                                                             |                                                                             |
| 20 Mar–2 Apr | Renzi vince le primarie nei circoli – tra gli iscritti PD – col 66,73%  | Renzi vince le primarie nei circoli – tra gli iscritti PD – col 66,73%  | Renzi vince le primarie nei circoli – tra gli iscritti PD – col 66,73%      | Renzi vince le primarie nei circoli – tra gli iscritti PD – col 66,73%      | Renzi vince le primarie nei circoli – tra gli iscritti PD – col 66,73%      | Renzi vince le primarie nei circoli – tra gli iscritti PD – col 66,73%      |                                                                             |                                                                             |
| 30 Mar–3 Apr | Bidimedia                                                               | 66.0%                                                                   | 23.0%                                                                       | 11.0%                                                                       | N.D.                                                                        | 43.0%                                                                       |                                                                             |                                                                             |
| 31 Mar–2 Apr | EMG                                                                     | 67.6%                                                                   | 19.0%                                                                       | 13.4%                                                                       | N.D.                                                                        | 44.0%                                                                       |                                                                             |                                                                             |
| 30 Mar       | Piepoli                                                                 | 65.0%                                                                   | 21.0%                                                                       | 14.0%                                                                       | N.D.                                                                        | 44.0%                                                                       |                                                                             |                                                                             |
| 29 Mar       | Ixè Archiviato il 7 aprile 2017 in Internet Archive.                    | 52.0%                                                                   | 21.0%                                                                       | 11.0%                                                                       | 6.0%                                                                        | 31.0%                                                                       |                                                                             |                                                                             |
| 24 Mar       | Ixè                                                                     | 55.0%                                                                   | 17.0%                                                                       | 13.0%                                                                       | 7.0%                                                                        | 38.0%                                                                       |                                                                             |                                                                             |
| 22 Mar       | Index                                                                   | 56.0%                                                                   | 26.0%                                                                       | 18.0%                                                                       | N.D.                                                                        | 30.0%                                                                       |                                                                             |                                                                             |
| 17 Mar       | Ixè                                                                     | 54.0%                                                                   | 20.0%                                                                       | 13.0%                                                                       | 7.0%                                                                        | 34.0%                                                                       |                                                                             |                                                                             |
| 17 Mar       | Piepoli                                                                 | 75.0%                                                                   | 19.0%                                                                       | 6.0%                                                                        | N.D.                                                                        | 56.0%                                                                       |                                                                             |                                                                             |
| 15–17 Mar    | Winpoll                                                                 | 62.0%                                                                   | 20.0%                                                                       | 18.0%                                                                       | N.D.                                                                        | 42.0%                                                                       |                                                                             |                                                                             |
| 13–15 Mar    | SWG                                                                     | 65.0%                                                                   | 16.0%                                                                       | 19.0%                                                                       | N.D.                                                                        | 46.0%                                                                       |                                                                             |                                                                             |
| 15 Mar       | Index                                                                   | 55.0%                                                                   | 24.0%                                                                       | 21.0%                                                                       | N.D.                                                                        | 31.0%                                                                       |                                                                             |                                                                             |
| 12 Mar       | Euromedia                                                               | 56.2%                                                                   | 24.7%                                                                       | 19.1%                                                                       | N.D.                                                                        | 31.5%                                                                       |                                                                             |                                                                             |
| 12 Mar       | Tecnè                                                                   | 53.0%                                                                   | 31.0%                                                                       | 17.0%                                                                       | 9.0%                                                                        | 22.0%                                                                       |                                                                             |                                                                             |
| 11 Mar       | Ipsos                                                                   | 53.0%                                                                   | 25.0%                                                                       | 8.0%                                                                        | N.D.                                                                        | 28.0%                                                                       |                                                                             |                                                                             |
| 9–10 Mar     | Winpoll                                                                 | 64.0%                                                                   | 17.0%                                                                       | 19.0%                                                                       | N.D.                                                                        | 45.0%                                                                       |                                                                             |                                                                             |
| 6–9 Mar      | Bidimedia Archiviato il 17 marzo 2017 in Internet Archive.              | 61.0%                                                                   | 27.0%                                                                       | 12.0%                                                                       | N.D.                                                                        | 34.0%                                                                       |                                                                             |                                                                             |
| 8 Mar        | Ixè                                                                     | 58.0%                                                                   | 20.0%                                                                       | 8.0%                                                                        | 6.0%                                                                        | 38.0%                                                                       |                                                                             |                                                                             |
| 8 Mar        | Index                                                                   | 52.0%                                                                   | 23.0%                                                                       | 22.0%                                                                       | 3.0%                                                                        | 29.0%                                                                       |                                                                             |                                                                             |
| 6–8 Mar      | SWG                                                                     | 63.0%                                                                   | 16.0%                                                                       | 21.0%                                                                       | N.D.                                                                        | 42.0%                                                                       |                                                                             |                                                                             |
| 7–8 Mar      | Ipsos                                                                   | 53.0%                                                                   | 25.0%                                                                       | 8.0%                                                                        | N.D.                                                                        | 28.0%                                                                       |                                                                             |                                                                             |
| 27 Feb–1 Mar | SWG                                                                     | 61.0%                                                                   | 16.0%                                                                       | 23.0%                                                                       | N.D.                                                                        | 38.0%                                                                       |                                                                             |                                                                             |
| 1 Mar        | Index                                                                   | 55.0%                                                                   | 22.0%                                                                       | 20.0%                                                                       | 3.0%                                                                        | 33.0%                                                                       |                                                                             |                                                                             |
| 1 Mar        | Ixè                                                                     | 58.0%                                                                   | 17.0%                                                                       | 5.0%                                                                        | 6.0%                                                                        | 41.0%                                                                       |                                                                             |                                                                             |
| 24 Feb       | La Commissione nazionale fissa le primarie popolari il 30 aprile 2017   | La Commissione nazionale fissa le primarie popolari il 30 aprile 2017   | La Commissione nazionale fissa le primarie popolari il 30 aprile 2017       | La Commissione nazionale fissa le primarie popolari il 30 aprile 2017       | La Commissione nazionale fissa le primarie popolari il 30 aprile 2017       | La Commissione nazionale fissa le primarie popolari il 30 aprile 2017       |                                                                             |                                                                             |
| 22–24 Feb    | ScenariPolitici                                                         | 61.0%                                                                   | 18.0%                                                                       | 21.0%                                                                       | N.D.                                                                        | 40.0%                                                                       |                                                                             |                                                                             |
| 16 Feb       | Euromedia                                                               | 49.7%                                                                   | 3.5%                                                                        | 7.4%                                                                        | 8.9%                                                                        | 42.3%                                                                       |                                                                             |                                                                             |
| 31 Gen       | Ipsos                                                                   | 59.0%                                                                   | N.D.                                                                        | 10.0%                                                                       | 13.0%                                                                       | 49.0%                                                                       |                                                                             |                                                                             |

## Risultati

### Voto tra gli iscritti
| Candidati              | Candidati              | Voti    | %      |
| ---------------------- | ---------------------- | ------- | ------ |
|                        | Matteo Renzi           | 176.657 | 66,73  |
|                        | Andrea Orlando         | 66.842  | 25,25  |
|                        | Michele Emiliano       | 21.220  | 8,02   |
| Totale                 | Totale                 | 264.719 | 100,00 |
| Schede bianche e nulle | Schede bianche e nulle | 1.335   | 0,5    |
| Totale votanti         | Totale votanti         | 266.054 | 100,00 |

|          |          |  |        |        |
| -------- | -------- |  | ------ | ------ |
| Renzi    | Renzi    |  | 66,73% | 66,73% |
| Orlando  | Orlando  |  | 25,25% | 25,25% |
| Emiliano | Emiliano |  | 8,02%  | 8,02%  |

(Dati ufficiali)

### Voto tra gli elettori
| Regione               | Matteo Renzi  | Matteo Renzi | Matteo Renzi | Andrea Orlando | Andrea Orlando | Andrea Orlando | Michele Emiliano | Michele Emiliano | Michele Emiliano | Voti validi | Bianche/nulle | Votanti   |   |       |   |       |
| Regione               | Voti          | %            | Seggi        | Voti           | %              | Seggi          | Voti             | %                | Seggi            | Voti validi | Bianche/nulle | Votanti   |   |       |   |       |
| --------------------- | ------------- | ------------ | ------------ | -------------- | -------------- | -------------- | ---------------- | ---------------- | ---------------- | ----------- | ------------- | --------- | - | ----- | - | ----- |
| Regione               | Valle d'Aosta | 1.350        | 71,81%       | 3              | 393            | 20,90%         | 1                | 137              | 7,92%            | Voti validi | Bianche/nulle | Votanti   | 0 | 1.880 | 9 | 1.889 |
| Piemonte              | 65.322        | 73,48%       | 51           | 18.673         | 21,00%         | 15             | 4.904            | 5,52%            | 4                | 88.899      | 480           | 89.379    |   |       |   |       |
| Liguria               | 30.739        | 64,49%       | 17           | 16.426         | 34,46%         | 9              | 497              | 1,04%            | 0                | 47.662      | 310           | 47.972    |   |       |   |       |
| Lombardia             | 172.546       | 76,65%       | 122          | 50.159         | 22,28%         | 34             | 2.406            | 1,07%            | 2                | 225.111     | 1.248         | 226.359   |   |       |   |       |
| Bolzano               | 2.795         | 75,56%       | 5            | 640            | 17,30%         | 1              | 264              | 7,14%            | 0                | 3.669       | 85            | 3.784     |   |       |   |       |
| Trento                | 7.437         | 73,05%       | 6            | 2.176          | 21,37%         | 2              | 568              | 5,58%            | 0                | 10.181      | 58            | 10.239    |   |       |   |       |
| Veneto                | 63.019        | 73,15%       | 54           | 18.110         | 21,02%         | 15             | 5.026            | 5,83%            | 4                | 86.115      | 601           | 86.756    |   |       |   |       |
| Friuli-Venezia Giulia | 17.025        | 66,97%       | 13           | 7.240          | 28,48%         | 6              | 1.157            | 4,55%            | 1                | 25.442      | 114           | 25.536    |   |       |   |       |
| Emilia-Romagna        | 158.899       | 74,04%       | 66           | 47.025         | 21,91%         | 19             | 8.695            | 4,05%            | 4                | 214.619     | 1.339         | 215.958   |   |       |   |       |
| Toscana               | 165.862       | 79,12%       | 60           | 35.647         | 17,00%         | 13             | 8.135            | 3,88%            | 3                | 209.664     | 1.109         | 210.753   |   |       |   |       |
| Marche                | 36.849        | 78,65%       | 20           | 7.428          | 15,85%         | 4              | 2.575            | 5,50%            | 2                | 46.852      | 254           | 47.106    |   |       |   |       |
| Umbria                | 32.458        | 80,89%       | 13           | 5.974          | 14,89%         | 2              | 1.692            | 4,22%            | 1                | 40.124      | 215           | 40.339    |   |       |   |       |
| Lazio                 | 121.195       | 70,32%       | 64           | 38.957         | 22,60%         | 20             | 12.204           | 7,08%            | 7                | 172.356     | 839           | 173.195   |   |       |   |       |
| Abruzzo               | 24.689        | 63,61%       | 13           | 8.432          | 21,72%         | 4              | 5.695            | 14,67%           | 3                | 38.816      | 1.236         | 40.052    |   |       |   |       |
| Molise                | 7.475         | 63,69%       | 2            | 1.612          | 13,74%         | 1              | 2.649            | 22,57%           | 1                | 11.736      | 200           | 11.936    |   |       |   |       |
| Campania              | 106.034       | 68,21%       | 55           | 26.899         | 17,30%         | 15             | 22.513           | 14,48%           | 11               | 155.446     | 1.362         | 156.808   |   |       |   |       |
| Basilicata            | 24.792        | 62,32%       | 6            | 5.276          | 13,26%         | 1              | 9.712            | 24,41%           | 2                | 39.780      | 1.788         | 41.568    |   |       |   |       |
| Puglia                | 53.233        | 35,32%       | 20           | 15.538         | 10,31%         | 6              | 81.958           | 54,37%           | 29               | 150.729     | 5.468         | 156.197   |   |       |   |       |
| Calabria              | 58.662        | 72,84%       | 20           | 14.991         | 18,61%         | 5              | 6.882            | 8,55%            | 2                | 80.535      | 1.391         | 81.926    |   |       |   |       |
| Sicilia               | 68.476        | 61,19%       | 41           | 25.793         | 23,05%         | 14             | 17.645           | 15,77%           | 10               | 111.914     | 531           | 112.445   |   |       |   |       |
| Sardegna              | 31.546        | 71,12%       | 18           | 10.857         | 24,48%         | 7              | 1.950            | 4,40%            | 1                | 44.353      | 2.580         | 47.203    |   |       |   |       |
| Estero                | 6.688         | 58,16%       | 31           | 4.445          | 38,66%         | 18             | 366              | 3,18%            | 1                | 11.499      | 39            | 11.538    |   |       |   |       |
| TOTALE                | 1.257.091     | 69,17%       | 700          | 362.691        | 19,96%         | 212            | 197.630          | 10,87%           | 88               | 1.817.412   | 21.526        | 1.838.938 |   |       |   |       |

|          |          |  |        |        |
| -------- | -------- |  | ------ | ------ |
| Renzi    | Renzi    |  | 69,17% | 69,17% |
| Orlando  | Orlando  |  | 19,96% | 19,96% |
| Emiliano | Emiliano |  | 10,87% | 10,87% |

## Eletti
Composizione dell'Assemblea nazionale
     Delegati di Andrea Orlando 212
     Delegati di Matteo Renzi 700
     Delegati di Michele Emiliano 88

## Irregolarità e controversie
A Nardò, a causa della massiccia affluenza di presunti elettori di centrodestra a favore di Michele Emiliano, le operazioni di voto sono state interrotte nel pomeriggio. Secondo la testimonianza di un votante, ad Ercolano, i migranti con permesso di soggiorno temporaneo sarebbero stati prelevati appositamente dal locale centro d'accoglienza e indotti a prendere parte al voto, episodio su cui la procura della Repubblica ha ritenuto opportuno aprire un fascicolo.